# علي أباد (زاز الشرقي)
علي أباد (بالفارسية: علی‌آباد) هي منطقة سكنية تقع في إيران في قسم زاز الشرقي الریفي. يقدر عدد سكانها بـ 172 نسمة .